# 桑布尔河畔布西耶尔
桑布尔河畔布西耶尔（法語：Boussières-sur-Sambre，法語發音：[busjɛʁ syʁ sɑ̃bʁ]）是法国上法兰西大区北部省的一个市镇，位于该省东部，桑布尔河左岸，属于埃尔普河畔阿韦讷区。

## 地理
桑布尔河畔布西耶尔（50°14'25"N, 3°52'54"E）面积3.28 平方千米，位于法国上法蘭西大區北部省，该省份为法国最北部的省份及最长的省份，西北濒北海，西接加来海峡省，南至埃纳省和索姆省，东与比利时接壤。
与桑布尔河畔布西耶尔接壤的市镇（或旧市镇、城区）包括：维约梅尼勒、北圣雷米、欧蒙、桑布尔河桥村。
桑布尔河畔布西耶尔的时区为UTC+01:00、UTC+02:00（夏令时）。

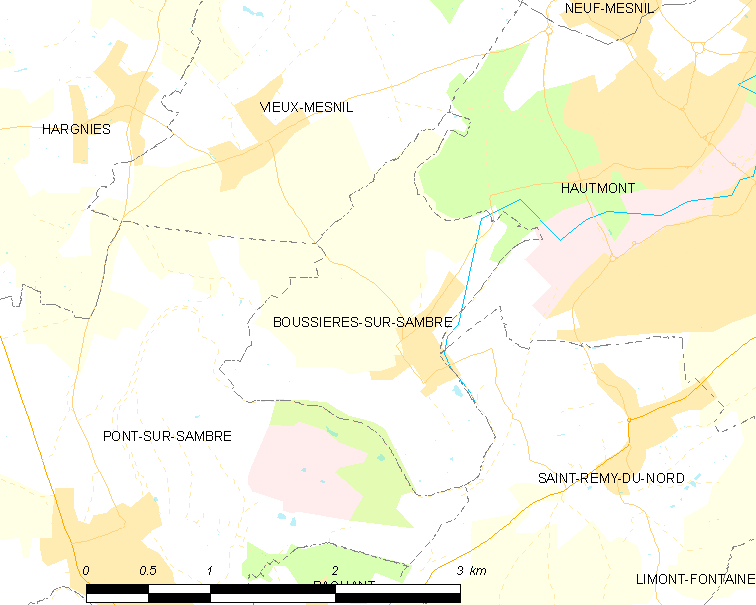
桑布尔河畔布西耶尔的OSM定位图

## 行政
桑布尔河畔布西耶尔的邮政编码为59330，INSEE市镇编码为59103。

## 政治
桑布尔河畔布西耶尔所属的省级选区为欧努瓦-艾姆里县。

## 人口

1962-2008年间桑布尔河畔布西耶尔人口变化图示

桑布尔河畔布西耶尔于2022年1月1日时的人口数量为517人。